# Zalacséb
Zalacséb község Zala vármegyében, a Zalaegerszegi járásban. A településen polgárőrség működik.

## Fekvése
Zalacséb hazánk délnyugati országhatárának közelében, Zala vármegyében, Zalaegerszegtől 17 kilométerre, a Zala partján, virágzó mezők, szőlőhegyek, erdők övezte dombon fekszik. Kelet-nyugati irányban a Zalaegerszeg nyugati agglomerációjától Őriszentpéterig húzódó 7411-es út halad rajta keresztül, amiből a község nyugati szélén ágazik ki északi irányba, Zalaháshágy, Vaspör és Ozmánbük felé a 7412-es út.
Vonattal elérhető a Bajánsenye–Zalaegerszeg–Ukk–Boba-vasútvonalon, az itteni állomás (Zalacséb-Salomvár vasútállomás) a Salomvárra vezető mellékút közelében található.

## Története
Kellemes, szélsőségektől mentes éghajlata, a dombokat borító erdők, bőséges vízhálózata jó megélhetést biztosított már a halászó-vadászó őseinknek is. A falu határában talált kőbalta arra enged következtetni, hogy más az őskorban is lakott hely lehetett. A közelmúltban, a vasútépítés miatt végzett feltárások során a Malom-tanya közelében őskori és római kori leletek mellett, az Árpád-kor maradványaira is rábukkantak.
A falu nevét említő első írásos emlék 1246-ból maradt ránk. Ekkor várföld volt. Albeus fia, Rubynus (Rubin) nevű csébi (chebi) várszolga, mint bajvívó és egyéb ügyekben is nagy szolgálatot tett az országnak és a királynak, ezért Csák, zalai ispán, a várjobbágyok közé emelte.
1328-ban Enyerei Herceg fia Imre fiainak és Imre fia András fiainak kérésére nekik adományozta Károly Róbert Cséb birtokot, és a Harkályról Körmendre vezető úton szedett hídvámot, valamint adóztatta a malmokat is. A család története ezután évszázadokon keresztül összefonódott a falu történetével, később a Pogány nevet használták, előnevüket pedig innen választották.
A falu egyházával először a 14. században találkozhatunk, a század elején készült tizedlajstromokban, ami szerint 1335-ben a falu Pál nevű plébánosa 40 kis dénárt fizetett. Később már csak olyan írásokat találunk, amelyek Zalaszentgyörgy leányegyházaként említik. Lakossága többnyire katolikus vallású volt, de elvétve találunk reformátusokat, evangélikusokat és izraelitákat is.
A falu neve 1908-ig Cséb volt, utána szerepel Zalacséb néven, az 1848 előtti besorolás szerint úrbéres község volt. A falu 1950-től önálló tanácsú község volt. 1969-től 1984-ig társközségei lettek Zalaszentgyörgy és Kávás, majd 1970-től 1991-ig Salomvár és Keménfa.

### Templom
A községnek régen fából készült temploma volt, amit Rómer Flóris 1863-ban még látott és az Archaeologiai Értesítő 1871-ben megjelent számában részletesen beszámolt az építményről, sőt még rajz is jelent meg róla. A mai Kultúrház helyén állt. A templomhoz tartozott egy harangláb is, amely a falu közepén állt. Erről is található rajz a fent említett kiadványban.
A templom mása a zalaegerszegi Skanzenben megtekinthető.
A fatemplom tönkremenetele után 1886-1888-ra tehető a jelenlegi kőtemplom elkészülése. Érdekessége, hogy Gál József – a falu szülötte – festette, aki később Amerikában élt és ott is halt meg. 1995 óta két új, ólmozott üvegablak díszíti a templomot.

### Külterületek
A mai napig fennmaradtak a község határrészeinek ősi nevei: Gyerkásza, Györkefa, Bodóvölgy, Agyag, Gesztenyés (onnan kapta nevét, hogy itt valamikor szelídgesztenye erdő volt), Halastó, Baglásza, Alszéli, Hímesberek, Körtélyes, Nagyrét, Sarjaskert, Románhegy, Öreg-hegy, Kisberek, Bödörfa, Cséb-hegy, Olaji erdő, Tornyos-parag, Rétganajos, Középerdő.
Györkefalva, mai nevén Györkefa, Zalacséb külterületeként szerepel. A 14. században még önálló faluként szerepelt. Neve a latin eredetű Georgius személynévből kialakult György név becézett alakjából lett Györkefalva. 1371-ben még így szerepelt, de 1792-ben már mint Györkefa található az írásokban. Jelenleg mindössze két családi ház és egy átalakított vízimalom található a területén. Ez a malom a környék legkorszerűbb vízimalma volt, az 1920-as évektől egészen az államosításig működött özvegy Zsohár Lajosné majd Károlyi István tulajdonában. Később a termelőszövetkezethez került. Itt él az év nagy részében Szabolcs Péter szobrászművész és családja.

## Közélete

### Polgármesterei
- 1990–1994: Sipos János (független)[4]
- 1994–1998: Horváth Lajos (független)[5]
- 1998–2002: Pecsics Zoltán (független)[6]
- 2002–2006: Pecsics László Zoltán (független)[7]
- 2006–2010: Pecsics László Zoltán (független)[8]
- 2010–2014: Pecsics László Zoltán (független)[9]
- 2014–2019: Erdei Csaba (független)[10]
- 2019–2024: Erdei Csaba (független)[11]
- 2024– : Erdei Csaba (független)[1]

## Közösségi élete
A falu közösségi életének középpontjai évszázadokon át a hagyományos családi összejövetelek voltak. Ezekből az együttlétekből alakultak ki később a XX. század első felében, de főleg 1945 után a tanítók és néhány aktív személy vezetésével az első színjátszó körök és egyletek. A községben tevékenykedett az 1920-as, 1930-as években Lövészegylet, illetve 1945-ig Leventeegylet is. A Tűzoltóegyesületről tudjuk, hogy ugyancsak már a 20-as években is működött, de alakulási jegyzőkönyv hivatalosan csak 1934-ben készült. A római katolikus elemi népiskola az 1874/75-ös tanévben kezdte meg működését 1 tanteremben, 1 tanítóval. Az 1947/48-as tanévtől a népiskola általános iskolává alakult át, a felső tagozatosok ezentúl Salomvárra jártak át a körzeti iskolába. 1976-tól az alsó tagozatot is körzetesítették Salomvárra. Jelenleg is odajárnak a zalacsébi gyerekek. A régi iskolaépületben 1976-ban napköziotthonos óvoda nyílt. Az épületet egy újabb teremmel bővítették, így 2 csoportos, 50 kisgyermek befogadására alkalmas intézmény lett.
1947-48-ban működött a községben a Parasztdolgozók Polgári Iskolája, ahol 12 fő tanult. 1947 tavaszán alakult a Kinizsi Sportkör, mely a focicsapattal indult, később sakk-, asztalitenisz- és tekeszakosztállyal bővült. A 40-es évek végén és az 50-es években a futballszakosztály járt az élen, egyszer járási első is volt.
A közművelődésnek az 1968-ban épült, és 1980-ban, majd 2002-ben korszerűsített kultúrház ad otthont. Itt kapott helyet a közel 3000 kötetes könyvtár, mely jelenleg is a lakosság művelődését szolgálja.
Nagy szerepet játszik a falu életében az itt működő Bábolna-FETA Takarmányipari Kft. Létrehozásának 20. évfordulója egybeesik a falu fennállásának 750. évfordulójával. A kft. 1975 óta 100-200 embernek biztosított munkát, ám az utóbbi években komoly leépítések történtek, így a cég dolgozói létszáma 2009-ben már csak 70 fő körül mozgott. A többszöri tulajdonosváltásnak megfelelően a takarmánygyár neve is sűrűn változott.
A faluban gyakran előforduló családnevek: a Farkas, Horváth, Gál. E családok megkülönböztetésére ragadványnevek széles skáláját használták és használják.
A népszokások közül fennmaradt: az újévi köszöntés, a húshagyó keddi maskarázás, a húsvéthétfői locsolás, a szüreti felvonulás és rönkhúzás. Hagyományteremtő szándékkal 1996 , Zalacséb első írásos említésének 750 éves évfordulója óta minden év augusztusának első hétvégéjén rendezik meg a zalacsébi Falunapokat, mely 3 napos rendezvénysorozat.

## Népesség
A település népességének változása:
| Lakosok száma | 514  | 493  | 486  | 461  | 456  | 468  | 474  |
|               | 2013 | 2014 | 2015 | 2021 | 2022 | 2023 | 2024 |

A 2011-es népszámlálás idején a nemzetiségi megoszlás a következő volt: magyar 92,9%, cigány 3,5%, német 2,5%. A lakosok 68,6%-a római katolikusnak, 1,3% reformátusnak, 0,56% evangélikusnak, 5,6% felekezeten kívülinek vallotta magát (23,9% nem nyilatkozott).
2022-ben a lakosság 93%-a vallotta magát magyarnak, 2,9% cigánynak, 0,7% németnek, 2,2% egyéb, nem hazai nemzetiségűnek (6,6% nem nyilatkozott; a kettős identitások miatt a végösszeg nagyobb lehet 100%-nál). Vallásuk szerint 57,7% volt római katolikus, 1,1% református, 1,1% evangélikus, 0,2% egyéb keresztény, 0,7% egyéb katolikus, 5% felekezeten kívüli (34% nem válaszolt).

## Külső hivatkozások
- Zalacséb település hivatalos honlapja
- Zalacséb az utazom.com honlapján